# 臘味

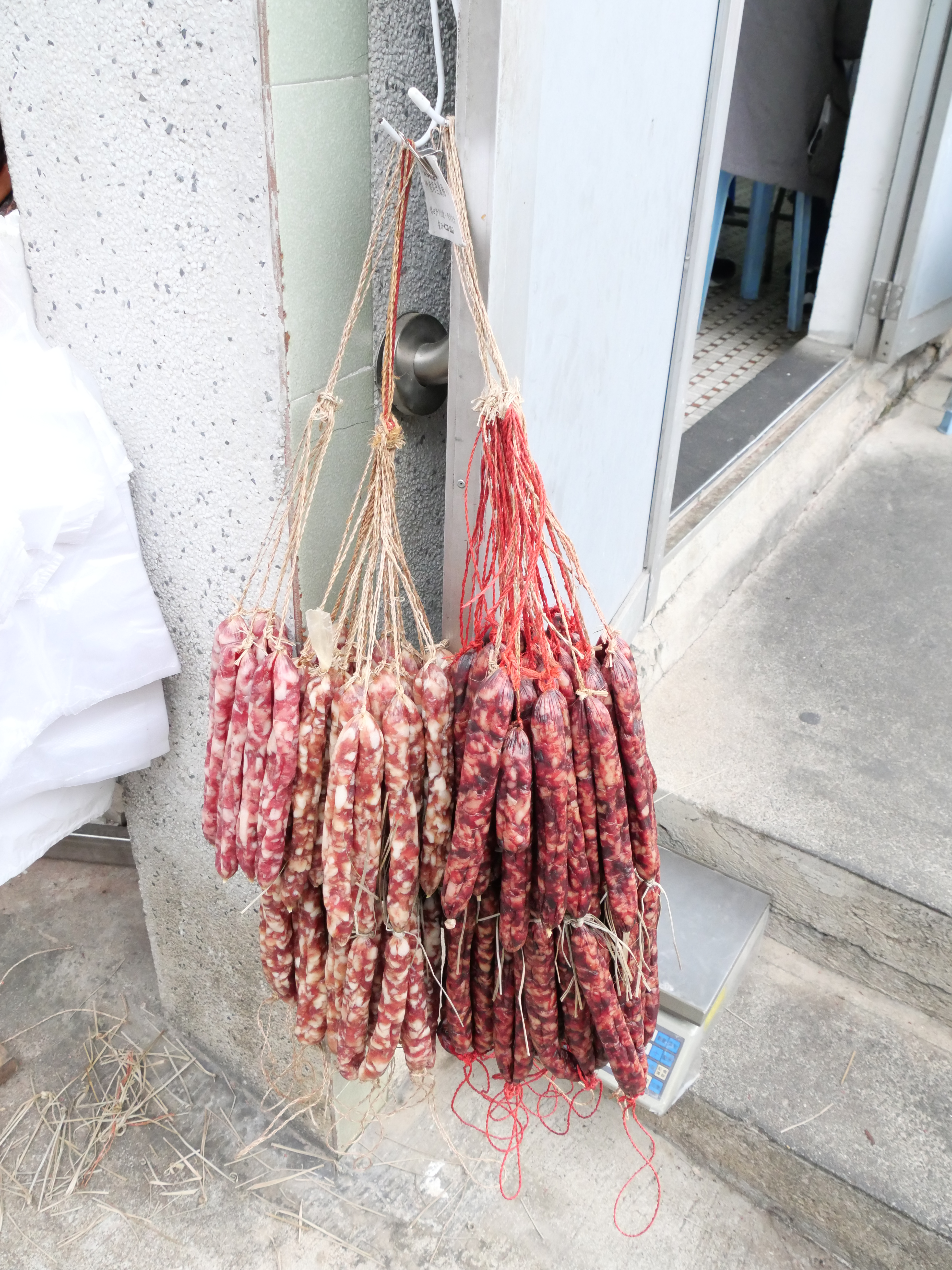
香港臘腸

臘味一詞泛指所有經過臘製的肉食，常見的有臘腸、臘鴨、臘雞、臘肉、臘魚等，中國廣東清遠連州市著名的臘味之鄉東陂鎮甚至有臘狗和臘蛋等品種。
中國人製作臘味的歷史已有兩千多年之久，臘味在華人社群深受歡迎，是過年必備的年貨。

## 何謂「臘製」
「臘」是一種肉類食物的處理方法，指把肉類以鹽或醬腌漬後再風乾。農曆十二月稱爲“臘月”，而且如廣州一帶，素有“秋風起，食臘味”的俗語，每年農曆十一月到十二月秋冬季節，天氣寒冷且乾燥，肉類不易變質且蚊蟲不多，適合風乾製臘味，因以為名。
由於華南地區潮濕溫暖，缺乏風乾的天然條件，因此也有以太陽曬乾的方法製作臘味。由於戶外乾製容易招來蟲子，衛生條件較難保證，因此近年也有使用專門的烘焙室來乾製或燻製。然而，據一些加拿大的香港移民表示，在加拿大乾燥大陸性氣候下風乾的臘味，風味比香港在潮濕天氣下晒製的為佳。

## 廣式臘味

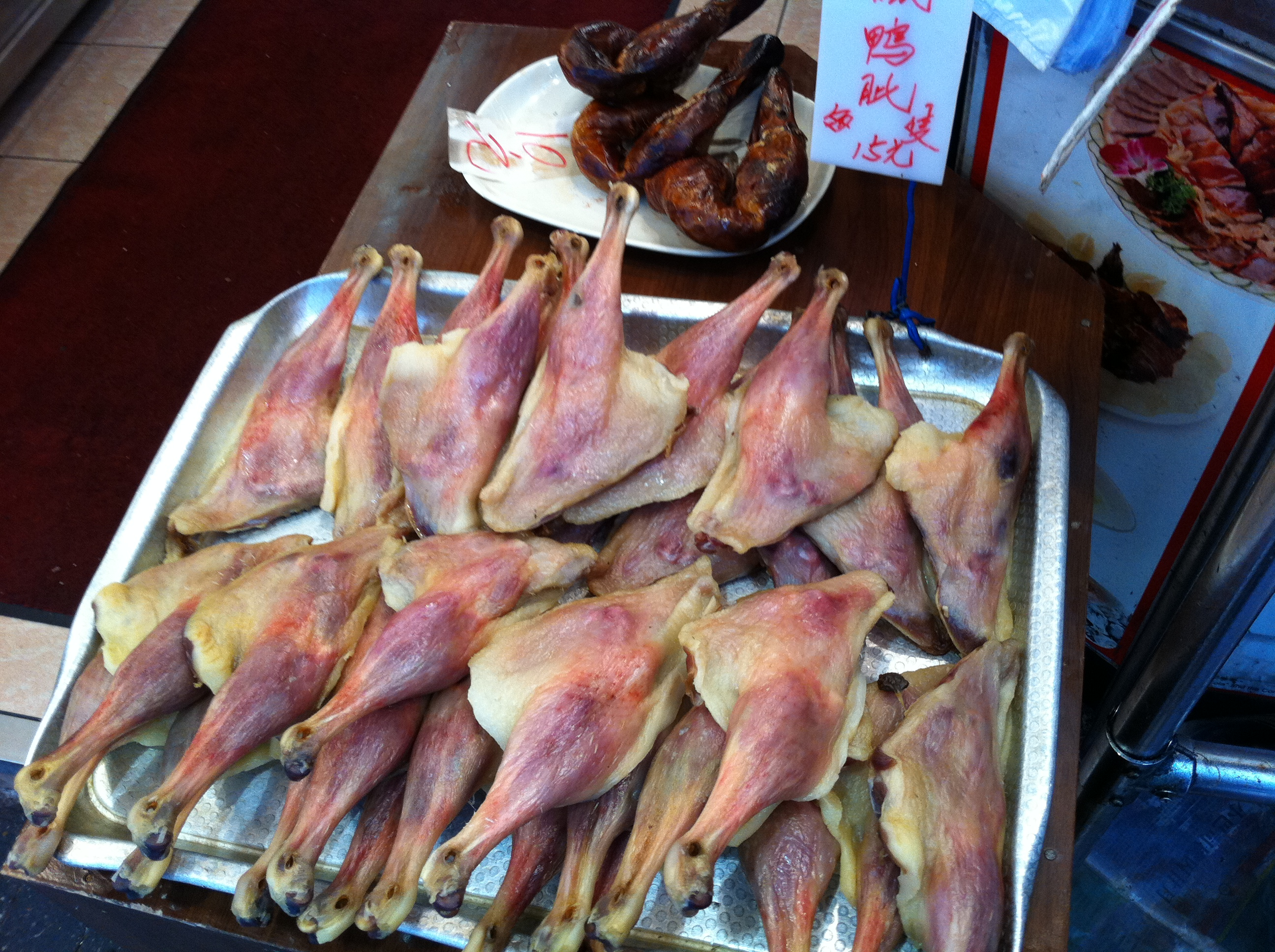
腊鴨髀

廣式臘味流行於廣東、香港和澳門，不但可用於餸菜，更是製作蘿蔔糕、生炒糯米飯的主要配料。
廣式臘味的口味偏甜，主要配料包括油、鹽、醬油、糖等。其中臘腸較常見，製作方法為將豬肉切粒腌製，然後塞入腸衣（一般用豬、羊等牲畜的小腸製作）内風乾。長度有長有短，顔色比較鮮豔。
除腊肠外，广式腊味还包括腊肉、腊鸭、腊制内脏（如腊鸭胗、腊鸭肠），以至于腊鱼、腊田鼠等多个种类。此外，还有使用多种原料的复合腊味（像是在鸭肝中塞入肥猪肉后腊制而成的“金银润”）等。
廣式臘味在秋冬時節特別受歡迎，是烹調臘味飯的重要食材，但部分商家為增加臘味的色澤和改善口感，從而賣得更好的價錢，謀取更高利潤，於是使用含有瘦肉精的豬肉製作臘肉，並對臘味加入各種染料和防腐劑。